# Eberhard Gerstel
Eberhard Gerstel (* 1927; † 2004) war ein deutscher Feinmechaniker und Erfinder und Gründer der Firma Gerstel GmbH & Co. KG für Labortechnik in Mülheim an der Ruhr.
Gerstel war Feinmechanikermeister am Max-Planck-Institut für Strahlenchemie in Mülheim. Er gründete seine Firma 1967 in seiner Garage. Anfangs stellte er spezifische Geräte der Labortechnik und chemischen Industrie in enger Zusammenarbeit mit Wissenschaftlern her (Photoreaktoren, Diffusionsschweißanlagen, Überwachungsgeräte mit Kontaktreglern, Kontaktthermometern und Regelschaltern für die Kühlmittelunterbrechung, wofür er auch Patente erhielt). In den 1970er Jahren verlagerte sich der Schwerpunkt auf Geräte zur Flüssigkeits- und Gaschromatographie, wozu sie eine neue Dichtung entwickelten (Graphpack), in den 1980er Jahren ein Kaltaufgabesystem KAS für die Gaschromatographie (die die eingespritzte kalte Probe langsam erhitzte und somit verhinderte, dass Teile der Probe in der Nadel zurückgehalten wurden) und auch Software für die Steuerung. Die Firma hat heute Niederlassungen in Japan, den USA, China, in Singapur und der Schweiz.
Zu ihren Produkten gehörte in den 2000er Jahren auch ein innovatives Rührstäbchen für Magnetrührer, das organische Substanzen aus wässriger Lösung anreicherte und den Ultraspurennachweis dieser Komponenten mittels TD-GC/MS ermöglichte.
1998 ging er in den Ruhestand und seine Söhne Eberhard G. Gerstel und Holger Gerstel wurden geschäftsführende Gesellschafter. 2016 hatte die Firma 110 Mitarbeiter in Deutschland.
Die Firmenzentrale liegt in Mülheim an der Ruhr am nach dem Firmengründer benannten Eberhard-Gerstel-Platz 1.

## Eberhard Gerstel Preis
Der Eberhard Gerstel Preis wird für Entwicklungen zur analytischen Trenntechnik von der Gesellschaft Deutscher Chemiker vergeben und ist mit 2000 Euro dotiert.
Preisträger waren:
- 2010 Jens Künnemeyer (Universität Münster)
- 2012 Stefan Ohla (Universität Leipzig), Steffen Wiese (Universität Duisburg-Essen)
- 2014 Jakob Haun (Universität Duisburg-Essen)
- 2016 Andrea Beutner (Universität Regensburg)
- 2018 Josef Heiland (Universität Leipzig)
- 2020 Sebastian K. Piendl (Universität Leipzig)
- 2022 Dr. Christoph Gstöttner (Leiden University Medical Center)